# Lady Sir
Lady Sir est un duo français de blues rock français, composé de Rachida Brakni et de Gaëtan Roussel.
Son album Accidentally Yours, sorti le 13 avril 2017, a été nommé aux victoires de la musique 2018 dans la catégorie album rock. La chanson éponyme Accidentally Yours a été cocomposée par Gaëtan Roussel pour le générique du film de Rachida Brakni De sas en sas.
Parallèlement à la production de Accidentally Yours, Fred Bernard écrit et dessine la bande dessinée éponyme qui raconte la génèse de l'album.

## Discographie

### Singles
- 2017 : Le temps passe